# Виверження Кракатау (1883)
Виверження Кракатау 1883 року — виверження у Голландській Ост-Індії (нині Індонезія), що відбулося у другій половині дня 26 серпня 1883 року (перші ознаки його проявилися вже на початку травня) і завершилося серією потужних вивержень із решти кальдери вулкана. До 27 серпня 1883 року більша частина острова Кракатау була знищена ланцюжком потужних вибухів, що одночасно знищили і безліч навколишніх островів. Сейсмічна активність на Кракатау тривала до лютого 1884.
Це виверження вулкана вважається найпотужнішим в історії: щонайменше 36 417 людей загинули в результаті самого виверження і викликаного ним цунамі. Наслідки виверження тією чи іншою мірою відчувалися в усіх областях земної кулі.

## Хід подій

### Передісторія
Низка островів, що утворюють Кандангську гряду вздовж південно-східного узбережжя Яви, цілком імовірно, становила спершу один величезний вулкан. Безсумнівно, з'єднані острови Пербоватан, Данан і Раката були частиною доісторичної кальдери або краями вершини стародавнього величезного вулкана, до якого входив і Кракатау.
Вулкан перебував у сонному стані з 1680 по 1883 рік, а виверження 1680 року викинуло лише вулканічне скло з отвору Пербоватана. Саме з того ж отвору відбулися первинні викиди 20 травня 1883. Це були невеликі і настільки невиразні вибухи, що група цікавих європейців замовила 27 травня пароплав, щоб відвідати острів і подивитися те, що один з членів ризикованої вилазки описав як «обширний стовп пари, що виходить зі страхітливим шумом з отвору приблизно 27 метрів шириною», недалеко від кратера Пербоватана. Група помітила також, що острови Раката і Верлатен покриті тонким попелом, а рослинність загинула, хоча й не згоріла.

### Попередні виверження
З того дня і до 19 червня все було спокійно. Потім невеликі виверження поновилися, і місцевість змінилася на гірше.
11 серпня 1883 капітан Ферсенар, який керував групою топознімання на сусідньому острові Бант, ступив на берег острова Кракатау. Ґрунт затрясся під його ногами. А найгірше те, що навколишній пейзаж виглядав якимось дивним світом: весь острів був покритий півметровим шаром попелу. У небо піднімалися три стовпи пари, і 11 нових вогнищ виверження, яких до травня не було, викидали хмари попелу і пар. Охоплений жахом, капітан зібрав за кілька годин необхідні дані і покинув острів.
На два тижні, до 26 серпня, активність спала, потім пролунав гуркіт і з'явилися викиди. 26 серпня в 13.00 від перших вибухів Кракатау задзеленчали скла будинків на сусідніх островах. Від вулкана у всіх напрямках в ґрунті розійшлися тріщини. О 14.00 над Кракатау піднялася величезна хмара, яка досягала висоти 27 кілометрів. У ній потріскували вогні св. Ельма. Капітан корабля, що знаходився від Кракатау на відстані 65 кілометрів, записав: «Кракатау був страхітливо чудовий, він нагадував величезну стіну, пронизану зигзагоподібними блискавками, а над ним грали ледачі змійки лінійних блискавок. Ці блискучі спалахи були справжніми проявами розгніваного вогню.»
Інші вулкани яванського ланцюга, що були колись частиною однієї доісторичної гори, теж почали вивергатися. Вибухи Кракатау наростали до 17:00, коли утворилися перші припливні хвилі, які впали на сусідні острови і затопили рибальські села разом з жителями, а заодно змили всі судна.
Всю ніч до ранку 27 серпня тривали вибухи і гуркіт. Від підземних поштовхів на прилеглих островах руйнувалися кам'яні стіни, вщент розбивалися лампи, вилітали з розеток газові лічильники. На відстані 160 кілометрів — на Яві і Батавії — гул стояв такий, що всі прокинулися. Будинки тряслися так, ніби поруч відкрила вогонь важка артилерія.
Між 04:40 і 06:40 від Кракатау поширилися кілька великих припливних хвиль, викликаних, можливо, подальшим руйнуванням у північній частині острова.

### Основне виверження
На 10 годину ранку репетиція закінчилася, і настав час головної дії. За нею спостерігали і записали свої спостереження дві людини: нідерландський вчений Р. Г'юітт і моряк з кліпера з Ліверпуля Р. Д. Делбі. Г'юітт спостерігав з гори біля містечка Анджер, що на західному узбережжі острова Ява. Все побачене він потім описав у книзі «Пожежі та повені від землетрусів»: «Дивлячись у бік острова Кракатау, що приблизно на відстані 48 кілометрів на Зондській протоці, я несподівано побачив рух невеликих човнів у затоці. Здавалося, ніби магніт витягує їх зі спокійного укриття, і вони спливали в одному і тому ж напрямку, ведені, подібно „Летючому Голландцю“, невидимою рукою. Через мить вони зникли, проковтнуті потужною киплячою безоднею вогню і води. А прямо через затоку, здавалося, лінія вогню тягнеться до острова. Земна кора під затокою тріснула, і наче все полум'я пекла прорвалося до поверхні вод. Море кинулось в розколину, несучи всі човни назустріч загибелі. Шиплячий пар доповнював це пекло…»
Моряк Делбі так описав свої враження: «Ставало все темніше й темніше. І так вже гучний гуркіт посилювався, і зараз він лунав, здавалося, навколо нас. Пориви вітру переросли в такий ураган, якого жоден з нас не переживав раніше. Вітер перетворився на подобу щільної маси, що змітала все перед собою, гуркотів, як дивовижний мотор, і пронизливо завивав в оснащенні, як чорт в муках. Темнота згустилася, але яскраві блискавки, які майже засліплювали нас, виблискували всюди. Грім був приголомшуючим…
… Коли ми мигцем побачили небо, то помітили там величезне хвилювання: хмари проносилися з величезною швидкістю, і, мені здається, більшість з нас вирішили, що ми опинилися в вихорі циклону. Але оскільки шум ставав все голосніше і голосніше, я подумав, що це щось вулканічне. Особливо, коли близько полудня з неба посипалися тонни пилу. Він нагадував сіру піщану речовину, а оскільки на нас був тільки бавовняний одяг, ми незабаром зовсім задихалися: обгорілі, брудні і майже осліплі.
Видимість в цей час дорівнювала приблизно метру. Я відчув себе покинутим і навпомацки рушив по палубі, постійно чіпляючись за що-небудь під рукою. Ви уявити собі не можете силу того вітру. Час від часу я зустрічав інших, які перебували в такому ж стані, що і сам, але абсолютно невпізнанними — просто сірі рухомі в темряві предмети. Одного разу я помітив пару збожеволілих очей — очей бідного старого кули, що визирнув з-під човна.
Ніхто з нас ніколи не зможе описати шум, особливо один сильний вибух приблизно опівдні, який вважається найгучнішим звуком, що лунав коли-небудь на Землі … Він ішов з вершини Кракатау прямо в небо … Небеса здавалися суцільним спалахом полум'я, хмари приймали такі фантастичні форми, що виглядали вражаюче неприродними; іноді вони звисали подібно локонам. Одні — блискучі чорного кольору, інші — брудно-білого…»

### Наслідки
Потужне наростання тиску під Землею розірвало конус Кракатау на частини, викинувши приблизно 20 кубічних кілометрів речовини в хмару, яка піднялася в атмосферу на висоту 80 км. Тим часом впали уламки колишніх конусів Дана, Пербоватана і Раката, які затонули в морі, перетворивши його в киплячий котел.
За оцінками, енергія, що виділилася від вибуху, дорівнювала приблизно 200 мегатонн тротилу, що приблизно в чотири рази перевищує потужність «Цар-бомби», найпотужнішої термоядерної зброї, що коли-небудь була випробувана людством. Також це дорівнює вибуху понад 13 тисяч атомних бомб, скинутих на Хіросіму.
Звук вибуху був настільки сильним, що його чули на відстані понад 4800 кілометрів. А ударні хвилі обігнули Землю 7 разів. На острові Родригес в Індійському океані, що за 4800 кілометрів від Кракатау, спостерігач служби берегової безпеки зареєстрував звук рівно через 4 год після виверження. У Центральній Австралії, на відстані 3600 кілометрів на південний схід від Кракатау, також був зареєстрований звук. У Західній Австралії, на відстані 2700 кілометрів, на рівнинах Вікторії, при звуці вулканічного виверження стада овець звернулися[що?] в панічну втечу. Звук чули також на всій території США.
У районі Кракатау на місцевість опустилася непроглядна темрява, зануривши в ранню ніч територію в радіусі понад 400 кілометрів. На відстані 200 кілометрів темрява тривала 22 години, на відстані 80 кілометрів — 57 годин. Кораблі, що знаходилися на відстані 2500 кілометрів, доповідали, що через три дні після виверження на палубу став випадати пил.
Немов за помахом диригентської палички стали вивергатися всі яванські вулкани. Папандаян розколовся на частини, і 7 його тріщин викинули вниз на схили киплячу лаву. У Малайському архіпелазі вибухнули і зникли в морі 130 квадратних кілометрів острова Яви — від Пойнта Капучино до Негері-Пассоранга.
А потім зародилося одне з найжахливіших, найбільш згубних наслідків виверження — цунамі. Сейсмічна припливна хвиля утворилася приблизно через півгодини після катастрофічного вибуху, вона з ревом обрушилася на узбережжя Яви і Суматри, частково або повністю знищила 295 поселень і погубила 36 000 осіб (за деякими джерелами, загинули 80 000 осіб).
За словами інженера з корабля «Лудоні» Н. ван Сандика, сцена була жахливою. Він писав: «Як висока гора, жахлива хвиля кинулася на сушу. Відразу ж слідом за нею з'явилися ще три хвилі колосальних розмірів. І на наших очах це страхітливе зміщення моря миттєво поглинуло руїни міста; впав маяк, а будинки в місті були зметені одним ударом, як карткові будиночки. Все скінчилося. Там, де кілька хвилин тому стояло містечко Телок-Бетонг, розкинулося море… Ми не могли знайти слів, щоб описати жахливий стан, в якому знаходилися після цієї катастрофи. Як громом вражаюча раптовість мінливого світла, несподіване спустошення, яке закінчилося за мить на наших очах, все це приголомшило нас…»
Нові вулканічні гори виросли з моря; острови піднялися і зникли разом зі своїми мешканцями. У Анджер і Батавії цунамі змили в море 2800 осіб, у Бантама потонули 1500 осіб. Капітан «Лудоні», переживши цунамі, поспішив в Анджер, щоб попередити голландський форт. Він знайшов весь гарнізон мертвим, за винятком одного матроса, який бродив серед трупів. Острови Стірс, Мідах, Кальмейер, Верлатен, Сіуку і Силес зникли під водою разом з населенням.
З 2500 робочих каменоломні, яка до цього перебувала на висоті 46 метрів над рівнем моря, після затоплення острова врятувалися тільки два місцевих жителі й урядовий бухгалтер. Німецький військовий корабель, який перебував за Суматрою, був підхоплений цунамі і закинутий в глиб острова майже на 3 кілометри, де приземлився в лісі на висоті 9 метрів над рівнем моря.
Ті жителі островів, кому вдалося врятуватися від води, піддалися бомбардуванням розпеченими уламками і лавою. Від подібних «дощів» в Уор-Лонго загинули 900 осіб, у Талатоа — 300 осіб. Вогненні камені і лава винищили селище Тамаранг, там загинули 1800 осіб.
Вночі 27 і вранці 28 серпня місцевість сколихнули ще три менш інтенсивних виверження. Після цього вулкан, нарешті, заспокоївся. Матрос Р. Д. Делбі так повідомив про руйнування: «На місці розкішної рослинності не залишилося нічого, крім безплідної коричневої пустелі. Береги як Яви, так і Суматри здавалися розбитими на шматки та обгорілими. Найрізноманітніші уламки пропливали повз нас. Величезні плоти з рослинності, на якій ми бачили величезних жаб, змій та інших дивних рептилій. А акули! Один їхній вигляд викликав огиду. Що стосується нашого корабля, то ми пофарбували його і просмолили оснастку, а зараз він виглядав так, як ніби ми потрапили під зливу з гірчиці».
Луна вибухів пройшла по всій земній кулі. Роберт Баллін у своїй книзі «Витоки Землі» писав: «Кожна частинка нашої атмосфери задзвеніла від величезного виверження. У Великій Британії звукові хвилі пройшли у нас над головою; повітря на вулицях і в будинках тремтіло від вулканічного імпульсу. Кисень, що живить наші легені, також реагував на найбільше коливання, яке відбувалося за 16000 кілометрів».
Цілі місяці небо над усією земною кулею світилося, спонукавши лорда Альфреда Теннісона описати це явище у віршах в «Св. Телемаха»:
«Невже вогненні останки
якогось полум'яного піску
викиди так високо, що розпорошилися
над усією земною кулею?
День за днем криваво-червоними заходами
виблискували гнівні вечори».
Дві третини острова Кракатау зникли. Там, де до вибуху над морем на висоті 120—420 метрів
простягалася суша, не було нічого, крім великої западини на дні моря, що досягала глибини 270 метрів.
Дивне світіння і оптичні явища зберігалися протягом декількох місяців після виверження. У деяких місцях над Землею сонце здавалося синім, а місяць — яскраво-зеленим. А рух в атмосфері викинутих виверженням частинок пилу дозволило вченим встановити наявність «струминного» потоку.

## Вулкан Анак-Кракатау
На місці зруйнованого вулкана Кракатау 29 грудня 1927 виник новий, названий Анак-Кракатау (Дитя Кракатау). Острів з'явився в центрі трьох островів, що складали колись вулкан Кракатау. Сьогодні його висота становить близько 300 метрів при діаметрі близько трьох-чотирьох кілометрів. З дня своєї появи Анак-Кракатау пережив 5 основних вивержень. Анак-Кракатау виростав в середньому на 13 см на тиждень, починаючи з 1950 року. Вулкан активний. Невеликі виверження відбуваються регулярно, починаючи з 1994 року.